# Episodi di Pocket Monsters Diamond & Pearl
La serie Pocket Monsters Diamond & Pearl (ポケットモンスターダイヤモンド＆パール?) è stata trasmessa in Giappone tra il 28 settembre 2006 e il 9 settembre 2010. In Italia è stata trasmessa tra il 17 settembre 2007 e il 30 aprile 2011.
Ash giunge a Sinnoh, dove incontra il suo vecchio amico Brock e una ragazza, Lucinda, anche lei come Vera aspirante Coordinatrice, che si unisce ai due ragazzi in questo nuovo viaggio.

## Pokémon DiamanteePerla
La serie Pokémon Diamante e Perla è stata trasmessa su Italia 1 dal 17 settembre 2007 all'8 marzo 2008. Questa è l'ultima stagione ad essere stata trasmessa sui canali Mediaset.
In questa stagione (nella quale si raggiungono i 500 episodi dei Pokémon) Ash conquista le prime Medaglie della Lega di Sinnoh e Lucinda i primi Fiocchi che le saranno utili per partecipare al Gran Festival. L'episodio 514 non è stato trasmesso in Occidente in quanto riassume le avventure di Ash e Lucinda nella regione di Sinnoh. A partire da questa stagione è presente un frequente utilizzo dell'artifizio della prolessi: gli episodi iniziano con scene di trama che si verificheranno successivamente nella puntata.
| Nº                                    | Titolo italiano Giapponese 「Kanji」 - Rōmaji | In onda           | In onda                         |
| Nº                                    | Titolo italiano Giapponese 「Kanji」 - Rōmaji | Giapponese        | Italiano                        |
| Pokémon Diamante e Perla (52 episodi) | |                   |                                 |
| 467                                   | Un inizio burrascoso 「旅立ち！フタバタウンからマサゴタウンへ!!」 - Following a Maiden's Voyage! | 28 settembre 2006 | 17-18 settembre 2007            |
| 467                                   | Lucinda ottiene Piplup dal Professor Rowan ed inizia il suo viaggio. La ragazza vede il Pokémon leggendario Mesprit, sebbene sotto forma di spirito. Ash raggiunge Sinnoh. |                   |                                 |
| 468                                   | Errori da principianti 「ピカチュウをさがせ！202番道路！」 - Two Degrees of Separation! | 28 settembre 2006 | 19-20 settembre 2007            |
| 468                                   | James ottiene un Carnivine. Ash cattura Starly e incontra Brock. |                   |                                 |
| 469                                   | Alla ricerca di Pikachu 「ライバルバトル！三対三!!」 - When Pokémon Worlds Collide! | 28 settembre 2006 | 21-24 settembre 2007            |
| 469                                   | Ash e Brock incontrano Paul e si uniscono a Lucinda per viaggiare con lei. Prima apparizione del Chimchar e dell'Elekid di Paul. |                   |                                 |
| 470                                   | Il nuovo mondo di Lucinda 「ポッチャマ対スボミー！ヒカリ初バトル!!」 - Dawn of a New Era! | 5 ottobre 2006    | 25-26 settembre 2007            |
| 470                                   | Prima apparizione di Nando e del suo Budew. |                   |                                 |
| 471                                   | Un Pokémon generoso 「ナエトル！ゲットだぜ！」 - Gettin' Twiggy With It! | 19 ottobre 2006   | 27-28 settembre 2007            |
| 471                                   | Ash cattura Turtwig. |                   |                                 |
| 472                                   | Il bosco delle illusioni 「迷いの森！シンジふたたび!!」 - Different Strokes for Different Blokes | 26 ottobre 2006   | 1º-2 ottobre 2007               |
| 472                                   | Paul cattura Ursaring. |                   |                                 |
| 473                                   | Il processo delle Bacche 「ポッチャマがんばる!!」 - Like It or Lup It! | 2 novembre 2006   | 3-4 ottobre 2007                |
| 474                                   | Bugiardi in Palestra 「なぞのジムのグレッグル！」 - Gymbaliar | 9 novembre 2006   | 5-8 ottobre 2007                |
| 474                                   | Brock cattura Croagunk. |                   |                                 |
| 475                                   | Un nuovo compagno di viaggio 「ミミロルとあそぼう!?」 - Setting the World on its Buneary | 16 novembre 2006  | 9-10 ottobre 2007               |
| 475                                   | Lucinda cattura Buneary. |                   |                                 |
| 476                                   | Tutti pazzi per i Pokétch 「ポケッチ入手困難!?」 - Not on My Watch Ya Don't | 30 novembre 2006  | 11-12 ottobre 2007              |
| 476                                   | Prima apparizione di Shinx e del PokéKron. |                   |                                 |
| 477                                   | Che lo spettacolo abbia inizio! 「ヒカリ！コンテストデビュー!!」 - Mounting a Coordinator Assault | 7 dicembre 2006   | 15-16 ottobre 2007              |
| 477                                   | Lucinda partecipa alla sua prima Gara Pokémon, ma dovrà vedersela con Ash, iscrittosi per assecondare Aipom; Jessie, che a Sinnoh si esibisce sotto la falsa identità di Jessilina; e Zoey, una talentuosa coordinatrice. Prima apparizione di Buizel.                                |                   |                                 |
| 478                                   | Una rivale per Lucinda 「コンテストバトル！ライバル対決!!」 - Arrival of a Rival | 14 dicembre 2006  | 17-18 ottobre 2007              |
| 478                                   | Zoey vince il fiocco di Giubilopoli, battendo Ash nei quarti di finale, Lucinda in semifinale e Jessie in finale. |                   |                                 |
| 479                                   | La nascita di uno Staravia 「ムックルがんばる！」 - A Staravia is Born! | 21 dicembre 2006  | 19-22 ottobre 2007              |
| 479                                   | Lo Starly di Ash si evolve in Staravia. |                   |                                 |
| 480                                   | Ci pensa Brock! 「タケシにおまかせ!」 - Leave It To Brocko! | 21 dicembre 2006  | 23-24 ottobre 2007              |
| 480                                   | Il Bonsly di Brock si evolve in Sudowoodo. |                   |                                 |
| 481                                   | La prima Gara 「クロガネジム！ヒョウタVSシンジ!!」 - Shapes of Things to Come | 11 gennaio 2007   | 25-26 ottobre 2007              |
| 481                                   | Paul sconfigge il capopalestra Pedro. |                   |                                 |
| 482                                   | Un aspro finale 「ズガイドスVSピカチュウ！」 - A Gruff Act to Follow | 18 gennaio 2007   | 29-30 ottobre 2007              |
| 482                                   | Ash tenta invano di sconfiggere Pedro. |                   |                                 |
| 483                                   | Panico in città 「古代ポケモン大進撃！」 - Wild in the Streets! | 25 gennaio 2007   | 31 ottobre-2 novembre 2007      |
| 483                                   | Il Cranidos di Pedro si evolve in Rampardos. |                   |                                 |
| 484                                   | La sfida contro Rampardos 「クロガネジムふたたび！決戦ラムパルド！！」 - O'er the Rampardos we Watched | 1º febbraio 2007  | 5-6 novembre 2007               |
| 484                                   | Ash sconfigge Pedro. |                   |                                 |
| 485                                   | Un Pokémon molto vivace 「パチリスゲットで……大丈夫!?」 - Twice Smitten, Once Shy | 8 febbraio 2007   | 7-8 novembre 2007               |
| 485                                   | Lucinda cattura Pachirisu. |                   |                                 |
| 486                                   | La cacciatrice di Pokémon 「ポケモンハンターJ！」 - Mutiny in the Bounty | 22 febbraio 2007  | 9-12 novembre 2007              |
| 486                                   | Ash si scontra per la prima volta con la cacciatrice J. Prima apparizione di Drapion. |                   |                                 |
| 487                                   | La macchina per l'evoluzione 「最強のコイキングと最も美しいヒンバス!」 - Ya See We Want an Evolution | 1º marzo 2007     | 13-14 novembre 2007             |
| 487                                   | Ash e i suoi amici visitano la sede della Lega della B, un gruppo di allenatori che non fanno evolvere i loro Pokémon. Il Team Rocket, raggirato da un uomo che vende loro una finta macchina per l'evoluzione dei Pokémon, tenta di utilizzarla su Pikachu e un fortissimo Magikarp. |                   |                                 |
| 488                                   | Un Pokémon in prestito 「パチリスＶＳエイパム！コンテストバトル!!」 - Borrowing on Bad Faith | 8 marzo 2007      | 15-16 novembre 2007             |
| 488                                   | Jessie ottiene temporaneamente in prestito l'Aipom di Ash e vince una Gara non ufficiale, battendo Lucinda in finale. |                   |                                 |
| 489                                   | Uno Steelix infuriato 「爆走ハガネール！ビッパの村を守れ!!」 - Faced with Steelix Determination | 15 marzo 2007     | 26-27 novembre 2007             |
| 490                                   | Pikachu in prestito 「対決！サトシ対ピカチュウ!?」 - Cooking up a Sweet Story | 29 marzo 2007     | 28-29 novembre 2007             |
| 490                                   | Ash presta il suo Pikachu a una signora che ha perso il suo. Una volta ritrovato il Pokémon, ella scopre che si è evoluto in Raichu. |                   |                                 |
| 491                                   | Scuola di cucina 「怪傑ロズレイドと花伝説!」 - Oh Do You Know The Poffin Plan | 29 marzo 2007     | 30 novembre-3 dicembre 2007     |
| 491                                   | Prima apparizione di Roserade e dei Poffin. |                   |                                 |
| 492                                   | Brividi pre-gara 「ポケモンコンテスト！ソノオ大会!!」 - Getting the Pre-Contest Titters | 5 aprile 2007     | 4-5 dicembre 2007               |
| 492                                   | Lucinda incontra l'amico d'infanzia e rivale Kenny, anche lui aspirante coordinatore. |                   |                                 |
| 493                                   | Il primo Fiocco di Lucinda 「決戦！ポッチャマVSポッタイシ!!」 - Settling a Not-So-Old Score! | 5 aprile 2007     | 6-7 dicembre 2007               |
| 493                                   | Lucinda ottiene il fiocco di Giardinfiorito. |                   |                                 |
| 494                                   | Due simpatiche ragazze 「フワンテと北風の使い!」 - Drifloon On the Wind! | 12 aprile 2007    | 10-11 dicembre 2007             |
| 494                                   | Prima apparizione di Drifloon. |                   |                                 |
| 495                                   | I gemelli imbattibili 「サトシとヒカリ！タッグバトルで大丈夫!?」 - The Champ Twins! | 12 aprile 2007    | 12-13 dicembre 2007             |
| 496                                   | Il Miele incantato 「ハクタイの森！ミノムッチ進化作戦！！」 - Some Enchanted Sweetening | 19 aprile 2007    | 14-17 dicembre 2007             |
| 496                                   | Ash e i suoi amici raggiungono il Bosco Evopoli e incontrano Demetra. La ragazza si unisce al gruppo. Prima apparizione di Wormadam e Mothim. |                   |                                 |
| 497                                   | ... La ricerca continua! 「ナエトル対ナエトル！スピード対決！！」 - The Grass-Type is Always Greener | 26 aprile 2007    | 18-19 dicembre 2007             |
| 497                                   | Ash incontra Gardenia. Prima apparizione di Combee. |                   |                                 |
| 498                                   | Il castello ambrato 「琥珀の城のビークイン！」 - An Angry Combeenation | 3 maggio 2007     | 20-21 dicembre 2007             |
| 498                                   | Prima apparizione di Vespiquen. Demetra si separa dal gruppo. |                   |                                 |
| 499                                   | La grande gara di travestimento 「スキです！ポケモンなりきり大会!!」 - All Dressed up with Somewhere to Go! | 10 maggio 2007    | 27-28 dicembre 2007             |
| 499                                   | Brock vince un uovo di Pokémon. |                   |                                 |
| 500                                   | Il ladro di canne da pesca 「ブイゼル！最強への道!!」 - Buizel Your Way out of This! | 17 maggio 2007    | 31 dicembre 2007-2 gennaio 2008 |
| 500                                   | Lucinda cattura Buizel. |                   |                                 |
| 501                                   | Un Superquattro come amico 「四天王ゴヨウとドータクン!」 - An Elite Meet and Greet! | 24 maggio 2007    | 3-4 gennaio 2008                |
| 501                                   | Ash e i suoi amici incontrano Luciano. |                   |                                 |
| 502                                   | Il furto della sfera 「シンオウ時空伝説！」 - A Secret Sphere of Influence! | 31 maggio 2007    | 5 gennaio 2008                  |
| 502                                   | Prima apparizione del Team Galassia. |                   |                                 |
| 503                                   | L'esperta di Pokémon d'erba 「ハクタイジム！VSナタネ！！」 - The Grass Menagerie! | 7 giugno 2007     | 12 gennaio 2008                 |
| 503                                   | Ash sconfigge Gardenia. |                   |                                 |
| 504                                   | La famiglia cresce 「爆誕！サイクリングロード！！」 - One Big Happiny Family! | 21 giugno 2007    | 19 gennaio 2008                 |
| 504                                   | L'uovo di Brock si schiude e nasce Happiny. |                   |                                 |
| 505                                   | Una crociera da brivido 「ピカチュウのおるすばん！」 - Steamboat Willies! | 5 luglio 2007     | 26 gennaio 2008                 |
| 506                                   | Il coraggio di Paul 「チャンピオン・シロナ登場！」 - Top-Down Training! | 19 luglio 2007    | 27 gennaio 2008                 |
| 506                                   | Ash e i suoi amici incontrano Camilla. Paul tenta invano di sconfiggere Camilla. |                   |                                 |
| 507                                   | Un'amica in gamba 「ヒカリとノゾミとダブルパフォーマンス！！」 - A Stand-Up Sit-Down! | 26 luglio 2007    | 3 febbraio 2008                 |
| 507                                   | Prima apparizione di Shellos. |                   |                                 |
| 508                                   | La fabbrica di energia 「ラクライ訓練センター！」 - The Electrike Company! | 9 agosto 2007     | 4 febbraio 2008                 |
| 509                                   | Ash nel Paese delle Meraviglie 「ムウマージ！悪夢からの脱出!!」 - Malice in Wonderland! | 16 agosto 2007    | 10 febbraio 2008                |
| 509                                   | Prima apparizione di Mismagius. |                   |                                 |
| 510                                   | Un Hippopotas in pericolo 「迷子のヒポポタスを助けろ！」 - Mass Hip-Po-Sis | 23 agosto 2007    | 11 febbraio 2008                |
| 510                                   | Prima apparizione di Hippopotas. |                   |                                 |
| 511                                   | Caccia allo Shieldon 「ハンターＪ再び！タテトプスを守れ!!」 - Ill-Will Hunting! | 30 agosto 2007    | 17 febbraio 2008                |
| 511                                   | Ash incontra nuovamente Gary. Prima apparizione di Shieldon. |                   |                                 |
| 512                                   | La corsa attraverso il labirinto 「迷路でシャッフル！みんなでハッスル!!」 - A Maze-ing Race! | 13 settembre 2007 | 18 febbraio 2008                |
| 513                                   | Una simpatica bugiarda 「ミルとケーシィと水の底！」 - Sandshrew's Locker! | 27 settembre 2007 | 23 febbraio 2008                |
| 514                                   | Ash e Lucinda! Fronteggiando una nuova avventura!! 「サトシとヒカリ！新たなる冒険に向かって!!」 - Satoshi and Hikari! Facing a New Adventure!! | 27 settembre 2007 | -                               |
| 514                                   | Clip show mai trasmesso al di fuori del Giappone. |                   |                                 |
| 515                                   | La gara di doppia performance 「ポケモンコンテスト！ヨスガ大会!!」 - Dawn's Early Night | 4 ottobre 2007    | 24 febbraio 2008                |
| 515                                   | Lucinda prende parte alla Gara Pokémon di Cuoripoli, che prevede una doppia performance. La coordinatrice tuttavia non supera la prima fase. |                   |                                 |
| 516                                   | Il torneo di doppi incontri 「全員参加！タッグバトル!!」 - Tag! We're It...! | 4 ottobre 2007    | 1º marzo 2008                   |
| 516                                   | Ash, Lucinda e Brock partecipano al Torneo di Cuoripoli, dove incontrano, oltre a Paul, l'allenatore Conway. |                   |                                 |
| 517                                   | Senza pietà 「ヒコザルVSザングース！運命のバトル!!」 - Glory Blaze! | 18 ottobre 2007   | 2 marzo 2008                    |
| 517                                   | Paul abbandona Chimchar. |                   |                                 |
| 518                                   | La finale di Cuoripoli 「タッグバトル！ファイナル!!」 - Smells Like Team Spirit! | 25 ottobre 2007   | 8 marzo 2008                    |
| 518                                   | Ash cattura il Chimchar di Paul. L'Elekid di Paul si evolve in Electabuzz. |                   |                                 |

## Pokémon Diamante e Perla: Battle Dimension
Quest'undicesima stagione dei Pokémon è la continuazione del viaggio nella regione di Sinnoh di Ash, Lucinda e Brock. In Italia fu trasmessa dal 30 marzo al 5 giugno 2009 sul canale satellitare Jetix e su K2, allora trasmessa in syndication su emittenti locali.
| Nº                                                     | Titolo italiano Giapponese 「Kanji」 - Rōmaji | In onda           | In onda        |
| Nº                                                     | Titolo italiano Giapponese 「Kanji」 - Rōmaji | Giapponese        | Italiano       |
| Pokémon Diamond & Pearl: Battle Dimension (52 episodi) | |                   |                |
| 519                                                    | Lacrime di paura! 「ヒコザルの涙！」 - Tears For Fears! | 8 novembre 2007   | 30 marzo 2009  |
| 519                                                    | Chimchar trova il coraggio di affrontare degli Zangoose e supera il trauma legato a questi Pokémon. |                   |                |
| 520                                                    | Addio, Cacnea! 「ナタネとサボネア！さよならは誰のため！」 - Once There Were Greenfields | 15 novembre 2007  | 30 marzo 2009  |
| 520                                                    | James dona il suo Cacnea a Gardenia. |                   |                |
| 521                                                    | Scambio di Pokémon 「エイパムとブイゼル！それぞれの道!!」 - Throwing the Track Switch | 22 novembre 2007  | 31 marzo 2009  |
| 521                                                    | Ash scambia il suo Aipom per il Buizel di Lucinda. |                   |                |
| 522                                                    | Un nuovo nemico 「ミカルゲの要石！」 - The Keystone Pops! | 29 novembre 2007  | 31 marzo 2009  |
| 522                                                    | Prima apparizione di Spiritomb. |                   |                |
| 523                                                    | I fantastici denti di Bibarel 「ビーダルは知っていた！」 - Bibarel Gnaws Best! | 29 novembre 2007  | 1º aprile 2009 |
| 524                                                    | Girovagando per la montagna 「ダイノーズ！熱き魂!!」 - Nosing 'Round the Mountain! | 6 dicembre 2007   | 1º aprile 2009 |
| 524                                                    | Prima apparizione di Probopass. |                   |                |
| 525                                                    | Il vecchio amuleto! 「レントラーの瞳！」 - Luxray Vision! | 13 dicembre 2007  | 2 aprile 2009  |
| 525                                                    | Prima apparizione di Luxray. |                   |                |
| 526                                                    | Viaggio nell'Unown 「ズイの遺跡のアンノーン！」 - Journey to the Unown! | 20 dicembre 2007  | 2 aprile 2009  |
| 526                                                    | L'Aipom di Lucinda si evolve in Ambipom. |                   |                |
| 527                                                    | Strategia vincente 「ポケモンコンテスト！ズイ大会！！」 - Team Shocker! | 20 dicembre 2007  | 3 aprile 2009  |
| 527                                                    | Alla Gara di Flemminia Lucinda non vede l'ora di mostrare la spettacolare mossa Comete di Ambipom, ma per la seconda volta consecutiva non riesce a passare il turno d'esibizione. La Gara viene vinta da Jessie, che conquista il suo primo fiocco sconfiggendo Kenny in finale. |                   |                |
| 528                                                    | Buon maestro, buoni consigli 「メイドカフェのミルタンク!」 - Tanks for the Memories! | 10 gennaio 2008   | 3 aprile 2009  |
| 528                                                    | Ash e i suoi amici raggiungono il Maid Café e aiutano le proprietarie e i loro Miltank. L'Happiny di Brock apprende Forzasegreta. |                   |                |
| 529                                                    | Complotto termale 「ウリムートリオと湯けむりバトル!!」 - Hot Springing a Leak! | 17 gennaio 2008   | 4 aprile 2009  |
| 530                                                    | Tutta colpa del vento 「グライオンとグライガー！風の迷路をぬけて！」 - Riding the Winds of Change! | 24 gennaio 2008   | 4 aprile 2009  |
| 530                                                    | Ash cattura Gligar, Paul cattura Gliscor. |                   |                |
| 531                                                    | Battaglie sabbiose 「パチリスはカバルドンの口の中!?」 - Sleight of Sand! | 31 gennaio 2008   | 5 aprile 2009  |
| 531                                                    | Prima apparizione di Hippowdon. |                   |                |
| 532                                                    | Strategia da Capopalestra perduta 「ルカリオ！怒りのはどうだん!!」 - Lost Leader Strategy! | 7 febbraio 2008   | 5 aprile 2009  |
| 532                                                    | Ash giunge a Rupepoli e conosce la capopalestra Marzia e Reggie, fratello maggiore di Paul. |                   |                |
| 533                                                    | Al di là della linea di combattimento! 「ヒカリはじめてのジムバトル！！」 - Crossing the Battle Line! | 14 febbraio 2008  | 6 aprile 2009  |
| 533                                                    | Lucinda tenta invano di sconfiggere la capopalestra Marzia. |                   |                |
| 534                                                    | Sfida con tre possibilità 「トバリジム！ルカリオVSブイゼル！！」 - A Triple Fighting Chance! | 28 febbraio 2008  | 6 aprile 2009  |
| 534                                                    | Ash sconfigge Marzia. |                   |                |
| 535                                                    | Il ritorno del Team Galassia 「ステキファッション！その名はギンガ団!!」 - Enter Galactic! | 6 marzo 2008      | 7 aprile 2009  |
| 535                                                    | Prima apparizione di Toxicroak. |                   |                |
| 536                                                    | Un'avventura canora 「シャンとしてリーシャン！」 - The Bells are Singing! | 13 marzo 2008     | 7 aprile 2009  |
| 536                                                    | Prima apparizione di Chingling. |                   |                |
| 537                                                    | Pokémon Ranger e il rapimento di Riolu (prima parte) 「ポケモンレンジャー！波導のリオル!!(前編)」 - Pokémon Ranger and the Kidnapped Riolu! (Part 1) | 20 marzo 2008     | 12 aprile 2009 |
| 537                                                    | Trasmesso in Giappone, insieme al successivo, come unico episodio speciale della durata di 60 minuti. |                   |                |
| 538                                                    | Pokémon Ranger e il rapimento di Riolu (seconda parte) 「ポケモンレンジャー！波導のリオル!!(後編)」 - Pokémon Ranger and the Kidnapped Riolu! (Part 2) | 20 marzo 2008     | 13 aprile 2009 |
| 539                                                    | Volo nuziale 「さよならドクケイル！」 - Crossing Paths | 3 aprile 2008     | 8 aprile 2009  |
| 539                                                    | Jessie libera Dustox. |                   |                |
| 540                                                    | Pikachu contro Raichu 「ピカチュウ！ライチュウ！進化への道!!」 - Pika and Goliath! | 3 aprile 2008     | 8 aprile 2009  |
| 540                                                    | Pikachu rifiuta per la seconda volta di evolversi in Raichu. |                   |                |
| 541                                                    | La visita del Maestro 「コンテストマスター・ミクリ登場!!」 - Our Cup Runneth Over! | 17 aprile 2008    | 9 aprile 2009  |
| 541                                                    | Ash e i suoi amici incontrano Adriano, giunto a Sinnoh per presenziare alla Gara che porta il suo nome, la Coppa Adriano. Il campione e capo coordinatore consiglia ad Ash di prenderne parte con Buizel e dà utili consigli a Lucinda. Nel frattempo anche Vera è arrivata nella regione per partecipare alla competizione. |                   |                |
| 542                                                    | Uno strano ristorante 「レストラン七つ星！タッグバトルでフルコース！！」 - A Full Course Tag Battle! | 24 aprile 2008    | 30 aprile 2009 |
| 542                                                    | Vera torna a far parte del gruppo. Il suo Eevee si è evoluto in Glaceon. |                   |                |
| 543                                                    | La prima prova 「みんなライバル！ミクリカップ！！」 - Staging a Heroes Welcome! | 8 maggio 2008     | 9 aprile 2009  |
| 543                                                    | A Porto Valore ha inizio la Coppa Adriano. Ash, Zoey, Lucinda e Vera passano il turno d'esibizione e accedono agli ottavi di finale. Lo Squirtle di Vera si è evoluto in Wartortle. |                   |                |
| 544                                                    | La seconda prova 「激闘！ それぞれのバトル！！」 - Pruning a Passel of Pals! | 8 maggio 2008     | 10 aprile 2009 |
| 544                                                    | Il Bulbasaur di Vera si è evoluto in Venusaur. Ash vede il Pokémon leggendario Azelf, sebbene sotto forma di spirito. L'allenatore raggiunge i quarti, dove perde da Barney e il suo Lanturn. Vera, Zoey e Lucinda accedono alle semifinali. |                   |                |
| 545                                                    | La strategia del sorriso 「決戦！ヒカリVSハルカ！！」 - Strategy with a Smile! | 15 maggio 2008    | 10 aprile 2009 |
| 545                                                    | Lucinda conquista la Coppa Adriano sconfiggendo Vera, che si separa dal gruppo e torna a Johto. |                   |                |
| 546                                                    | Una cattura difficile 「ヤンヤンマ！ゲット作戦！！」 - The Thief That Keeps on Thieving! | 22 maggio 2008    | 11 aprile 2009 |
| 546                                                    | Jessie cattura Yanma, che si evolve in Yanmega. |                   |                |
| 547                                                    | Il Chimchar infuocato! 「灼熱のヒコザル!」 - Chim - Charred! | 29 maggio 2008    | 11 aprile 2009 |
| 547                                                    | Ash incontra nuovamente Paul e i due si sfidano. Gligar partecipa al suo primo incontro contro Gliscor, ma viene sconfitto. Chimchar lotta contro Ursaring e riesce a batterlo utilizzando la mossa Ruotafuoco. Il Pokémon, però, preso dalla foga, non riesce più a controllare la fiamma rischiando di incendiare il bosco. Paul decide quindi di interrompere l'incontro. |                   |                |
| 548                                                    | Il Festival di Croagunk 「ノモセ大湿原のグレッグル祭り！?」 - Cream of the Croagunk Crop! | 5 giugno 2008     | 12 aprile 2009 |
| 548                                                    | Ash e i suoi amici giungono a Pratopoli e incontrano Omar. Il capopalestra conduce il gruppo al festival dei Croagunk e Brock decide di far partecipare il suo Pokémon alla competizione. |                   |                |
| 549                                                    | La quarta Medaglia di Sinnoh! 「ノモセジム！VSマキシマム仮面!!」 - A Crasher Course in Power! | 19 giugno 2008    | 13 aprile 2009 |
| 549                                                    | Mentre il Team Rocket si gode i fanghi nella Gran Palude, Ash si allena con Lucinda. Pikachu colpisce per errore Buizel e questi si risente. Durante la lotta in palestra, Ash schiera Pikachu contro Gyarados. Successivamente Turtwig sconfigge Quagsire. Nel terzo incontro, Buizel combatte e vince contro Floatzel. Ash guadagna così la Medaglia Acquitrino. |                   |                |
| 550                                                    | Un Pokémon insaziabile! 「ウラヤマさんちの大食いウリムー！」 - Hungry For the Good Life! | 3 luglio 2008     | 14 aprile 2009 |
| 550                                                    | Lucinda cattura Swinub. |                   |                |
| 551                                                    | Combattere la paura con la paura 「グライガー！ 友情の翼」 - Fighting Fear With Fear! | 3 luglio 2008     | 14 aprile 2009 |
| 551                                                    | Il Gligar di Ash si evolve in Gliscor. |                   |                |
| 552                                                    | Questione di stile! 「ヨスガコレクション！ポケモンスタイリストへの道!!」 - Arriving in Style! | 10 luglio 2008    | 15 aprile 2009 |
| 552                                                    | Tornato a Cuoripoli, Ash scopre per la seconda volta che il capopalestra è ancora assente. Il gruppo incontra la famosa stilista Poké Paris, che consiglia a Lucinda ed Ash di iscriversi alla Collezione di Cuoripoli. Lucinda vince la competizione con Buneary battendo Cocoa e il suo Mismagius. Ash arriva terzo e vince il Premio Originalità. Prima apparizione di Lopunny. |                   |                |
| 553                                                    | Con gli Psyduck non si passa! 「コダックの通せんぼ！」 - The Psyduck Stops Here! | 24 luglio 2008    | 15 aprile 2009 |
| 553                                                    | In viaggio verso Memoride, Ash e i suoi amici trovano il passo montano bloccato da un gruppo di determinati e potenti Psyduck, che sconfiggono tutti i loro Pokémon. Ash riesce a scoprire che sono a guardia di alcune femmine del proprio branco che stanno covando delle uova. Una volta nati i piccoli, gli allenatori decidono di aiutare i Pokémon papero a riappropriarsi del loro lago, occupato da tre Muk. |                   |                |
| 554                                                    | L'Accademia Estiva Pokémon 「ポケモンサマースクール開講!!」 - Camping It Up! | 7 agosto 2008     | 16 aprile 2009 |
| 554                                                    | Ash, Lucinda e Brock partecipano all'Accademia Pokémon Estiva del Professor Rowan, alle pendici del Monte Corona. Gli allenatori vengono divisi in tre squadre (rossa, blu e verde) che si contenderanno la vittoria finale. Ash incontra una nuova rivale: Angie. Anche Jessie è presente, sotto le mentite spoglie di Jessilinda. Prima apparizione di Monferno. |                   |                |
| 555                                                    | Lumineon, un Pokémon straordinario! 「研究発表「湖の伝説」」 - Up Close and Personable! | 14 agosto 2008    | 16 aprile 2009 |
| 555                                                    | Agli studenti viene richiesto di osservare un Pokémon d'acqua a scelta nel suo ambiente naturale, un lago, e di preparare una relazione su di esso. Prima apparizione di Lumineon. |                   |                |
| 556                                                    | Oscure presenze 「放課後はゴーストタイム」 - Ghoul Daze! | 21 agosto 2008    | 17 aprile 2009 |
| 556                                                    | Viene organizzata una prova di coraggio notturna alle rovine della collina poco distante dall'Accademia, ma dei lavori di scavo al sito hanno aperto un passaggio con il mondo degli spiriti. Uno di questi cerca di uccidere Conway, Ash ed Angie, ma a salvarli è un Dusknoir incompreso. Prima apparizione di Dusknoir. |                   |                |
| 557                                                    | La gara finale! Il triathlon dei Pokémon! 「最後の大勝負！ポケモントライアスロン」 - One Team, Two Team, Red Team, Blue Team | 28 agosto 2008    | 17 aprile 2009 |
| 557                                                    | Nella giornata finale dell'Accademia Estiva è organizzata una gara di Pokémon Triathlon. La vittoria annuale della scuola va alla squadra rossa di Ash, Brock e Lucinda. |                   |                |
| 558                                                    | Un Team Rocket da combattimento magro e cattivo! 「原点回帰だロケット団!?」 - A Lean Mean Team Rocket Machine | 4 settembre 2008  | 18 aprile 2009 |
| 558                                                    | Jessie, James e Meowth sono ingrassati a causa dalle comodità dell'Accademia Estiva. Impigriti e rammoliti, si rendono conto di non essere più quelli di un tempo. Quando una coppia anziana fa loro i complimenti per essere dei giovani educati e per bene, si disperano e decidono che è il momento di tornare in forma, allenati e cattivi come alle origini. Tornati magri e scattanti, cercano di rubare dei Pokémon da un Centro Medico e per l'occasione recitano il motto originario. C'è la prima apparizione di Mew. |                   |                |
| 559                                                    | Imparare dalle proprie sconfitte 「踊るジムリーダー！メリッサ登場!!」 - Playing the Leveling Field! | 11 settembre 2008 | 18 aprile 2009 |
| 559                                                    | Ash e il gruppo incontrano Zoey che si sta battendo contro Fannie, capopalestra di Cuoripoli e capo coordinatrice. In viaggio per migliorarsi, Fannie accetta la sfida di Ash e lo sconfigge col suo Drifloon. Prima apparizione di Drifblim. |                   |                |
| 560                                                    | Dottor Brock! 「パチリスお熱です！2人でお留守番!?」 - Doc Brock! | 25 settembre 2008 | 19 aprile 2009 |
| 560                                                    | Brock deve scendere a valle per prendere dei farmaci e lascia i Pokémon alle cure di Ash e Lucinda. Pachirisu si ammala gravemente per un errore di Ash, ma alla fine riesce a riprendersi grazie all'arrivo tempestivo di Brock, che trova una Baccarancia. |                   |                |
| 561                                                    | Generazioni a confronto 「ポケモンコンテスト！カンナギ大会!!」 - Battling the Generation Gap! | 25 settembre 2008 | 19 aprile 2009 |
| 561                                                    | Nella Gara Pokémon di Memoride Lucinda affronta un'ex rivale di sua madre, Lila, soprannominata "il giglio tigre", oggi famosa stilista Poké. La veterana, tornata sulle scene appositamente per misurarsi contro Lucinda, appare da subito un'avversaria temibile nonostante gli anni di inattività. Lucinda riesce comunque a conquistare il suo terzo Fiocco grazie ad una rimonta di Ambipom. |                   |                |
| 562                                                    | Lo splendore della Splendisfera 「ギンガ団襲撃!! -前編-」 - Losing Its Lustrous | 2 ottobre 2008    | 2 giugno 2009  |
| 562                                                    | Il Team Galassia ruba l'Adamasfera, in viaggio da Evopoli a Memoride per uno studio al Centro Ricerche Storiche della città, dirottando il volo aereo sul quale era scortata. Camilla, precipitatasi in città, e sua nonna, la direttrice del Centro, presentano l'imprenditore Cyrus ad Ash e i suoi amici. Il Team Galassia ambisce a sottrarre all'istituto anche la Splendisfera, che però viene prelevata inaspettatamente da Jessie, James e Meowth, travestiti da poliziotti.                                            |                   |                |
| 563                                                    | Due team da sconfiggere! 「ギンガ団襲撃!! -後編-」 - Double Team Turnover! | 2 ottobre 2008    | 2 giugno 2009  |
| 563                                                    | Il Team Galassia, con l'ausilio della Chiave Suprema, rintraccia il Team Rocket, che si nasconde nelle rovine di Memoride, e ruba con successo anche la Splendisfera. Cyrus si rivela essere il capo della criminale organizzazione di Sinnoh. Prima apparizione di Skuntank e di Purugly. |                   |                |
| 564                                                    | Se la sciarpa ti sta bene, indossala! 「浮かぶ未確認怪物！？」 - If the Scarf Fits, Wear It | 16 ottobre 2008   | 3 giugno 2009  |
| 564                                                    | Passando nuovamente da Flemminia, Ash fa visita alla sua amica e rivale Angie, che con la sua famiglia gestisce la locale Pensione Pokémon. Per la città però si aggira un misterioso "mostro con la sciarpa", fotografato dal giornale Sinnoh Star. Il "mostro", in realtà, è un Pokémon che è stato affidato ad Angie. Prima apparizione di Lickilicky. |                   |                |
| 565                                                    | Il Pokémon ritrovato! 「四天王リョウ！出会いと別れの森！」 - A Trainer and Child Reunion | 23 ottobre 2008   | 3 giugno 2009  |
| 565                                                    | Ash e i suoi amici incontrano Aaron dei Superquattro e visitano il suo centro di allenamento nel bosco, dove si sta preparando per la sfida contro Camilla. Il ragazzo racconta loro di come, a causa di un litigio, abbia perso da anni le tracce del suo primo Pokémon, un Wurmple. |                   |                |
| 566                                                    | Dare una mano al nemico 「ナエトル、ハヤシガメ…そしてドダイトス！」 - Aiding the Enemy | 30 ottobre 2008   | 4 giugno 2009  |
| 566                                                    | Dopo aver guardato in televisione la vittoria di Camilla su Aaron, Ash incontra ancora Paul. Come sempre, ne nasce uno scontro. Il Murkrow di Paul si è evoluto in Honchkrow e il Turtwig di Ash si evolve in Grotle durante la lotta. Incapace di controllare la rinnovata stazza, Grotle viene sconfitto. Il Torterra di Paul, rivedendosi in Grotle, decide di insegnargli la giusta strategia. |                   |                |
| 567                                                    | Lo scatenato Barry! 「ライバルトレーナー・ジュン登場!!」 - Barry's Busting Out All Over! | 6 novembre 2008   | 29 giugno 2009 |
| 567                                                    | Tornato a Cuoripoli per vincere la sua quinta medaglia, Ash si scontra con un presuntuoso e impetuoso allenatore compaesano di Lucinda, Barry. La lotta tra i due viene vinta da Ash. James apprende da Barry, vincitore presso la Palestra di Evopoli, che il suo Cacnea ha padroneggiato l'Assorbipugno ed è diventato più forte. Prima apparizione di Empoleon. |                   |                |
| 568                                                    | Il Controscudo! 「ヨスガジム戦！VSメリッサ!!」 - A Shield with a Twist | 13 novembre 2008  | 4 giugno 2009  |
| 568                                                    | Ash finalmente affronta la capopalestra Fannie. Per superare la tattica dell'Ipnosi della sua avversaria, Ash ha brevettato la strategia del "controscudo", cioè la resa offensiva di una mossa utilizzata per scopo difensivo. Nel frattempo, Jessie conquista il suo secondo Fiocco alla Gara di Majolica grazie ad un elegante Ventargenteo di Yanmega. Ash sconfigge Fannie. Barry si unisce al gruppo. |                   |                |
| 569                                                    | Team Rocket, addio? 「混戦混乱ミオシティ！」 - Jumping Rocket Ship | 20 novembre 2008  | 5 giugno 2009  |
| 569                                                    | Dopo un volo in dirigibile, Ash e la sua compagnia arrivano a Canalipoli, ma un attacco del Team Rocket fa disperdere per la città i Pokémon degli allenatori in diversi gruppi. Meowth, trovatosi con Pikachu e Pachirisu, decide di fingersi pentito della propria vita criminale per amicarsi gli altri Pokémon e poi catturarli. Presto la dissimulazione di Meowth diventa un sincero proposito di abbandono del Team, ma il suo affetto verso Jessie e James avrà la meglio. Barry si separa dal gruppo.                  |                   |                |
| 570                                                    | Incubi prima della battaglia! 「クレセリアVSダークライ！」 - Sleepless in Pre-Battle | 4 dicembre 2008   | 5 giugno 2009  |
| 570                                                    | Gli abitanti dell'isola su cui è ubicata la palestra di Canalipoli soffrono da giorni di terribili incubi. Lo Swinub di Lucinda si evolve in Piloswine. Prima apparizione di Cresselia e Darkrai. |                   |                |

## Pokémon Diamante e Perla: Lotte Galattiche
La serie venne trasmessa negli Stati Uniti d'America con il titolo Galactic Battles a partire dal 9 maggio 2009, al termine dei 52 episodi di Battle Dimension. In Italia andò in onda su K2 dal 28 marzo 2010 fino al 29 giugno dello stesso anno. La protagonista Lucinda cambia doppiatrice italiana, passando da Tosawi Piovani a Ludovica De Caro.
| Nº                                                     | Titolo italiano Giapponese 「Kanji」 - Rōmaji | In onda           | In onda        |
| Nº                                                     | Titolo italiano Giapponese 「Kanji」 - Rōmaji | Giapponese        | Italiano       |
| Pokémon Diamond & Pearl: Galactic Battles (53 episodi) | |                   |                |
| 571                                                    | Un Rotom scatenato 「羊羹とロトム！」 - Get Your Rotom Running! | 4 dicembre 2008   | 28 marzo 2010  |
| 571                                                    | Prima apparizione di Rotom. |                   |                |
| 572                                                    | Un'evoluzione in corsa 「ポケモンと仲良くなる方法！？」 - A Breed Stampede! | 11 dicembre 2008  | 28 marzo 2010  |
| 572                                                    | Il Piloswine di Lucinda si evolve in Mamoswine. |                   |                |
| 573                                                    | Vecchi affari di famiglia 「ラムパルドVSトリデプス！！」 - Ancient Family Matters! | 18 dicembre 2008  | 28 marzo 2010  |
| 573                                                    | Prima apparizione di Ferruccio. |                   |                |
| 574                                                    | Trattare con chi sta sulla difensiva 「ミオジム戦！はがねのバトル!!」 - Dealing With Defensive Types! | 25 dicembre 2008  | 28 marzo 2010  |
| 574                                                    | Ash sconfigge il capopalestra Ferruccio. |                   |                |
| 575                                                    | Il Wailord smarrito 「迷子のホエルコ！」 - Leading a Stray! | 8 gennaio 2009    | 5 aprile 2010  |
| 575                                                    | Ash e i suoi amici aiuteranno un Wailmer intrappolato nelle fognature a raggiungere l'oceano. Prima di unirsi agli altri esemplari, il Pokémon si evolverà in Wailord. |                   |                |
| 576                                                    | Pace dello spirito, addio 「ゲンとルカリオ！」 - Steeling Peace of Mind! | 15 gennaio 2009   | 5 aprile 2010  |
| 576                                                    | Prima apparizione di Fabiolo. I Pokemon tipo Acciaio impazziscono a causa di una macchina del Team Galassia. |                   |                |
| 577                                                    | Salviamo il mondo dalla rovina! 「鋼鉄島の遺跡！」 - Saving the World From Ruins! | 22 gennaio 2009   | 6 aprile 2010  |
| 577                                                    | Il membro del Team Galassia Martes tenta di distruggere l'Isola Ferrosa. |                   |                |
| 578                                                    | Dispersi sull'isola deserta 「ピカチュウ・ポッチャマ漂流記！」 - Cheers on Castaways Isle! | 29 gennaio 2009   | 7 aprile 2010  |
| 578                                                    | Sul traghetto per Ciocovitopoli, Pikachu e Piplup sono vittima dell'ennesimo rapimento da parte del Team Rocket. Il sottomarino Magikarp subisce però l'influenza delle correnti dell'Oceano del Diablo e i due Pokémon naufragano su un'isola deserta, la cui peculiarità di essere circondata da rocce meteoritiche, che le conferiscono un forte campo magnetico, la rende rifugio ideale per Deoxys, aiutato dai Pokémon dell'isola. |                   |                |
| 579                                                    | Prendete il Phione! 「いたずらフィオネ！」 - Hold the Phione! | 5 febbraio 2009   | 12 aprile 2010 |
| 579                                                    | Prima apparizione di Phione. |                   |                |
| 580                                                    | Gabite mangia la polvere 「ポケモンコンテスト！ アケビ大会!!」 - Another One Gabites the Dust! | 12 febbraio 2009  | 12 aprile 2010 |
| 580                                                    | Alla Gara di Ciocovitopoli (Chocovine Town) Lucinda incontra Ursula e il suo Gabite. La nuova rivale è determinata e rancorosa a causa della sconfitta al primo turno nella Coppa Adriano. Ursula si dimostra un'avversaria temibile, ma Lucinda riesce a sconfiggere il suo Gabite grazie a Pachirisu e ottiene il fiocco di Ciocovitopoli. |                   |                |
| 581                                                    | Chi ruba un amico... passa dei guai! 「ワイルドジュンサーと相棒ペラップ！」 - Stealing the Conversation! | 19 febbraio 2009  | 13 aprile 2010 |
| 582                                                    | Lo Snorunt perduto 「吹雪の中のユキメノコ ！」 - The Drifting Snorunt | 26 febbraio 2009  | 14 aprile 2010 |
| 582                                                    | Prima apparizione di Froslass. |                   |                |
| 583                                                    | Gli spaghetti della discordia 「ロケット団解散！？」 - Noodles: Roamin' Off | 5 marzo 2009      | 19 aprile 2010 |
| 583                                                    | Jessie, James e Meowth incontrano Christopher, un vecchio amico dei tempi dell'Accademia del Team Rocket, che ha aperto un famoso ristorante di ramen a loro intitolato. Il ragazzo rimane sbalordito dalle abilità culinarie di Meowth e vuole farlo capo chef. Meowth, sentendosi apprezzato e aspirando alla propria realizzazione, abbandona il Team Rocket. Jessie ne approfitta per lasciare James e dedicarsi tempo pieno alla carriera di coordinatrice. James, rimasto solo, decide di catturare un Metagross shiny per far colpo sui suoi amici. Una volta in pericolo, Jessie e Meowth tornano per salvarlo e ricostituiscono il Team. |                   |                |
| 584                                                    | Puntare in alto 「ポケリンガ！天空大決戦！！」 - Pursuing a Lofty Goal! | 12 marzo 2009     | 19 aprile 2010 |
| 584                                                    | A Burrascopoli si tiene la gara annuale di PokéRinger. James, dopo l'ottimo risultato ad Hoenn, viene umiliato al primo turno da Steveland. Ash scopre che c'è anche Paul tra i partecipanti. I due rivali si affrontano in finale e lo Staravia di Ash si evolve in Staraptor. Ash vince la competizione anche a Sinnoh. |                   |                |
| 585                                                    | Prove e adulazioni 「激突！マンムーVSボスゴドラ！！」 - Trials and Adulations! | 26 marzo 2009     | 20 aprile 2010 |
| 585                                                    | Mamoswine inizia ad obbedire agli ordini di Lucinda. |                   |                |
| 586                                                    | Le creature misteriose, Pokémon! 「ふしぎないきものポケットモンスター！」 - The Mysterious Creatures, Pocket Monsters! | 26 marzo 2009     | -              |
| 586                                                    | Clip show mai trasmesso al di fuori del Giappone. |                   |                |
| 587                                                    | Lo Snover solitario 「さびしがりやのユキカブリ！」 - The Lonely Snover | 2 aprile 2009     | 21 aprile 2010 |
| 587                                                    | Prima apparizione di Snover. |                   |                |
| 588                                                    | Per sempre insieme 「進化！その時ポッチャマは！？」 - Stopped in the Name of Love! | 2 aprile 2009     | 26 aprile 2010 |
| 588                                                    | Lucinda utilizza una Pietrastante per interrompere l'evoluzione del suo Piplup. |                   |                |
| 589                                                    | Finalmente pari 「ポケモンコンテスト！タツナミ大会！！」 - Old Rivals, New Tricks | 16 aprile 2009    | 26 aprile 2010 |
| 589                                                    | Kenny ottiene il fiocco di Scutellaria (Sandalstraw Town) sconfiggendo Lucinda in finale. I due rivali hanno così quattro fiocchi ciascuno. |                   |                |
| 590                                                    | Un talento innato 「ポケモンピンポン大会！エテボースがんばる！！」 - To Thine Own Pokémon Be True! | 23 aprile 2009    | 27 aprile 2010 |
| 590                                                    | Lucinda ed Ash partecipano al Torneo di Pokémon ping pong. Il signor O, un maestro della disciplina e campione in carica, nota un incredibile talento in Ambipom. Il Pokémon decide di seguirlo alla sua accademia ad Aranciopoli e lascia Lucinda. |                   |                |
| 591                                                    | Il valore della grazia 「チェリンボ！けなげなバトル！？」 - Battling a Cute Drama! | 30 aprile 2009    | 28 aprile 2010 |
| 591                                                    | Ash e i suoi amici hanno raggiunto Rifugiopoli, una città ricoperta dalla neve vicino a Nevepoli, dove si stanno godendo una pausa presso il Centro Pokémon. Lì incontrano Marilyn, un'allenatrice interessata solo a quanto graziosi siano i Pokémon e alla teatralità delle lotte. Marilyn è però tanto svampita quanto forte e sconfigge Lucinda. Brock cercherà di farle capire con una lotta che la grazia e il valore di un Pokémon sono determinati dal rapporto con l'allenatore e non da quello che la gente pensa. L'allenatrice infatti veniva presa in giro da piccola per apprezzare Shellder. |                   |                |
| 592                                                    | Ritorno a scuola! 「トレーナーズスクールのスズナ先生！」 - Classroom Training! | 7 maggio 2009     | 3 maggio 2010  |
| 592                                                    | Prima apparizione di Bianca. |                   |                |
| 593                                                    | La settima Medaglia 「キッサキジム！ 氷のバトル！！」 - Sliding Into Seventh! | 14 maggio 2009    | 3 maggio 2010  |
| 593                                                    | Ash sconfigge la capopalestra Bianca. |                   |                |
| 594                                                    | Scontro nella Piramide Lotta 「バトルピラミッド！シンジVSジンダイ！！」 - A Pyramiding Rage! | 21 maggio 2009    | 4 maggio 2010  |
| 594                                                    | Paul tenta invano di sconfiggere Mariano. |                   |                |
| 595                                                    | I pilastri dell'amicizia 「復活のレジギガス！J再び！！」 - Pillars of Friendship | 28 maggio 2009    | 5 maggio 2010  |
| 595                                                    | Prima apparizione del Pokémon leggendario Regigigas. |                   |                |
| 596                                                    | Trappola sulla ferrovia 「デンリュウ列車！ハンサム登場！！」 - Frozen on Their Tracks | 4 giugno 2009     | 10 maggio 2010 |
| 596                                                    | Prima apparizione di Bellocchio. |                   |                |
| 597                                                    | A tutto coraggio 「フルバトル！シンジVSサトシ！！(前編)」 - Pedal to the Mettle! | 11 giugno 2009    | 10 maggio 2010 |
| 597                                                    | Prima apparizione del Magmortar di Paul, evoluzione del suo Magmar. |                   |                |
| 598                                                    | Strategie in evoluzione! 「フルバトル！シンジVSサトシ！！(後編)」 - Evolving Strategies! | 18 giugno 2009    | 17 maggio 2010 |
| 598                                                    | Il Chimchar di Ash si evolve in Monferno. |                   |                |
| 599                                                    | Una sconfitta che non abbatte! 「ユクシーの影！」 - Uncrushing Defeat! | 25 giugno 2009    | 18 maggio 2010 |
| 599                                                    | Brock vede il Pokémon leggendario Uxie, sebbene sotto forma di spirito. |                   |                |
| 600                                                    | Salviamo la foresta! 「森の王者！モジャンボ！！」 - Promoting Healthy Tangrowth! | 2 luglio 2009     | 19 maggio 2010 |
| 600                                                    | Prima apparizione di Tangrowth. |                   |                |
| 601                                                    | Una nuova Gara! 「全員参戦！ポケモンハッスル！！」 - Beating the Bustle and Hustle! | 9 luglio 2009     | 24 maggio 2010 |
| 602                                                    | La porta della rovina! 「テンガン山の遺跡！ギンガ団の陰謀！！」 - Gateway to Ruin! | 23 luglio 2009    | 24 maggio 2010 |
| 602                                                    | Ash e compagni aiutano uno Shellos che si è perso a causa delle trivellazioni del Monte Corona da parte del Team Galassia in cerca della Vetta Lancia. |                   |                |
| 603                                                    | Ogni storia ha 3 facce! 「マリル・ポッチャマ・エレキッド！！」 - Three Sides to Every Story! | 23 luglio 2009    | 25 maggio 2010 |
| 603                                                    | Ash, Lucinda e Brock giungono ad un giardino di bacche dove incontrano la figlia dei proprietari, Lulu, e la sua Marill, di cui Piplup si innamora follemente. Il Pokémon Pinguino ha però un rivale in amore: un dominante e affascinante Elekid selvatico. L'intervento del Team Rocket offre l'occasione ai due Pokémon per dimostrare il proprio valore a Marill, e a vincere è Elekid. Lucinda viene a sapere che la madre è il nuovo presidente del Festival di Duefoglie. |                   |                |
| 604                                                    | La strategia comincia a casa! 「ヒカリVSママ！親子対決！！」 - Strategy Begins at Home! | 13 agosto 2009    | 26 maggio 2010 |
| 604                                                    | Ash e i suoi amici tornano a Duefoglie per il locale Festival. Lucinda, insieme a Piplup e Pachirisu, tenta invano di sconfiggere sua madre, Johanna, che vince una lotta di coordinazione grazie a Glameow ed Umbreon. |                   |                |
| 605                                                    | Il falso Oak! 「オーキド博士を救出せよ！ ニョロトノVSグレッグル！！」 - A Faux Oak Finish! | 20 agosto 2009    | 31 maggio 2010 |
| 605                                                    | Il Professor Oak dovrebbe sostenere una conferenza che riguarda i Pokémon e le pietre evolutive, ma un imprevisto lo fa tardare. Il Team Rocket ne approfitta e James si traveste per la seconda volta da Professor Oak, nel tentativo di rubare i Pokemon del pubblico. |                   |                |
| 606                                                    | Il tour del mistero! 「ネイティ、 ネイティオ。。。不思議な森！」 - Historical Mystery Tour! | 27 agosto 2009    | 31 maggio 2010 |
| 606                                                    | Ash, Lucinda e Barry, seguendo uno Xatu, vengono rimpiccioliti in una dimensione onirica in cui rivivono il loro passato con i propri Pokémon. I ragazzi incontrano Palmer. Viene rivelato che James è un Maestro del gioco Prendi il Goldeen. |                   |                |
| 607                                                    | Sfida contro un grande! 「タワータイクーン！ その男、 クロツグ！！」 - Challenging a Towering Figure! | 3 settembre 2009  | 1º giugno 2010 |
| 607                                                    | Ash, Lucinda, Brock e Barry gareggiano nella Sfida di Lotta del Festival, il cui vincitore, oltre al Trofeo d'Oro, vince la possibilità di battersi contro Palmer, Asso del Parco Lotta di Sinnoh, nonché padre di Barry. Ash vince il torneo ma non riesce a sconfiggere Palmer, che schiera il suo Rhyperior. |                   |                |
| 608                                                    | Dove nessun Togepi è arrivato prima! 「史上最悪のトゲピー！」 - Where No Togepi Has Gone Before! | 10 settembre 2009 | 2 giugno 2010  |
| 608                                                    | Un Togepi malvagio e doppiogiochista terrorizza il Team Rocket e Ash e compagni nella nuova e lussuosa base del Team Rocket. Prima apparizione di Rayquaza. |                   |                |
| 609                                                    | Tutto per un Uovo! 「ジョウトフェスタ！ チコリータとワニノコ登場！！」 - An Egg Scramble! | 17 settembre 2009 | 7 giugno 2010  |
| 609                                                    | Ash, Lucinda e Brock arrivano in una pittoresca cittadina dove si sta tenendo il Festival di Johto, manifestazione per la promozione della cultura della detta regione, nel cui comitato lavorano l'allenatrice Cetra e l'aspirante allevatore Khoury, con il padre di quest'ultimo. Cetra sfida Lucinda ad una lotta d'esibizione e Piplup con il suo attacco Beccata riesce a battere il Chikorita di Cetra. Lucinda ottiene come premio un uovo di Pokémon, che al termine dell'episodio si schiude e fa nascere Cyndaquil. Cetra e Khoury si uniscono al gruppo. |                   |                |
| 610                                                    | Tutti in trappola! 「ダンジョン攻略！？ 谷間の発電所！」 - Gone With the Windworks! | 17 settembre 2009 | 7 giugno 2010  |
| 610                                                    | Giunti nei pressi dell'Impianto Turbine, Lucinda ed Ash allenano Cyndaquil (nella sua prima lotta) e Grotle. Piplup inizia a manifestare una forte gelosia a causa delle attenzioni della sua allenatrice verso il nuovo arrivato. Il Marill di Cetra, nel frattempo, si intrufola nell'Impianto e gli allenatori vanno a cercarlo al suo interno, rimanendone intrappolati. L'intervento di Pikachu contro il Team Rocket li salverà. |                   |                |
| 611                                                    | Rivalità per un Gible! 「フカマル…ゲットだぜ！」 - A Rivalry to Gible On! | 1º ottobre 2009   | 8 giugno 2010  |
| 611                                                    | Quasi arrivati a Città di Ninfea, Ash e i suoi amici vengono a sapere che sul vicino Monte Ombroso spadroneggia un forte e caparbio Gible. Ash e Khoury fanno a gara per catturarlo, ma è l'allevatore di Johto a riuscire nell'impresa. |                   |                |
| 612                                                    | Travestimenti per Jess! 「ポケモンコンテスト！ スイレン大会！！」 - Dressed for Jess Success! | 1º ottobre 2009   | 9 giugno 2010  |
| 612                                                    | Lucinda ha intenzione di utilizzare per la prima volta Mamoswine nella Gara di Città di Ninfea (Lilypad Town). Jessie, invece, è malata e non potendo partecipare alla Gara obbliga James a travestirsi da Jessilina per conquistare il Fiocco per lei. James e Lucinda si affrontano in semifinale e ad avere la meglio è il membro del Team Rocket, che col suo Carnivine irrita Mamoswine che perde il controllo e, con esso, anche la Gara. James batte in finale un allenatore e il suo Tyrogue, vince il Fiocco di Città di Ninfea e lo consegna a Jessie. |                   |                |
| 613                                                    | La lotta interrotta! 「サトシとヒカリ!タッグバトル！！」 - Bagged Then Tagged! | 15 ottobre 2009   | 14 giugno 2010 |
| 613                                                    | Durante l'ultimo giorno di permanenza di Cetra e Khoury nella regione di Sinnoh, il gruppo visita il Colosseo di Città di Ninfea e Cetra propone una lotta multipla. Dopo che gli allenatori pregano al santuario di Dialga e Palkia, il Team Rocket fa la sua irruzione nello stadio per rapire i Pokémon. Una volta sconfitto il trio, la lotta tra i ragazzi ha inizio: Ash e Lucinda schierano Monferno e Cyndaquil, mentre Cetra e Khoury utilizzano Chikorita e Totodile. Durante l'incontro Totodile si evolve in Croconaw, ma a vincere sono Ash e Lucinda. Arrivati poi all'aeroporto per salutarsi, il padre di Khoury regala a Brock un PokéGear e i due nativi di Johto si separano dal gruppo e tornano nella loro regione per viaggiare insieme. |                   |                |
| 614                                                    | Problemi in famiglia! 「ムウマとヤミカラスとやみのいし！」 - Try for the Family Stone! | 22 ottobre 2009   | 14 giugno 2010 |
| 614                                                    | Prima apparizione di Giratina. |                   |                |
| 615                                                    | Resta con chi conosci! 「ピカチュウポッチャマくっつかないで！！」 - Sticking With Who You Know! | 29 ottobre 2009   | 15 giugno 2010 |
| 615                                                    | I Pokémon Acqua ed Elettro sono misteriosamente attratti gli uni dagli altri. Si scopre che il motivo è una macchina di un professore, il quale cerca di farla funzionare da molto tempo per riappacificare tutte le creature. |                   |                |
| 616                                                    | La catena degli eventi si scioglie 「赤い鎖！ギンガ団始動！！」 - Unlocking the Red Chain of Events! | 5 novembre 2009   | 16 giugno 2010 |
| 616                                                    | Diretti verso Arenipoli, Ash e i suoi amici tornano però a Giardinfiorito, dove trovano Meowth esanime in un campo di fiori. Il Pokémon racconta loro di come, alle Fonderie Fuego, esso, James e Jessie abbiano deciso di schierarsi con Bellocchio contro il rivale Team Galassia, che ivi ha completato la Rossocatena, ma siano stati sconfitti da Giovia. Ash, Lucinda, Brock e Meowth salvano Jessie, James e Bellocchio. Nel mentre, Saturn ha trovato la Vetta Lancia sul Monte Corona. |                   |                |
| 617                                                    | Le necessità dei tre! 「アグノム・ユクシー・エムリット！」 - The Needs of Three! | 12 novembre 2009  | 21 giugno 2010 |
| 617                                                    | Il Team Galassia assolda J per catturare i tre Pokémon leggendari Uxie, Mesprit e Azelf. Al Lago Valore la cacciatrice getta una bomba per risvegliare Azelf. Gary, presente sul posto, viene sconfitto da Saturn, che spiega come i tre guardiani non vivano davvero nei rispettivi laghi, ma in un'altra dimensione che ha i laghi come specchio. J riesce a catturare i tre leggendari, ma il suo cargo viene colpito dalla Divinazione di Mesprit e Uxie ed ella, insieme al suo equipaggio, si inabissa nel lago. Ash, Lucinda e Brock vengono teletrasportati dai guardiani nella base del Team Galassia. |                   |                |
| 618                                                    | La lotta leggendaria! 「ディアルガとパルキア! 最後の戦い！！」 - The Battle Finale of Legend! | 12 novembre 2009  | 21 giugno 2010 |
| 618                                                    | Prima apparizione di Dialga e Palkia. |                   |                |
| 619                                                    | Il tesoro è tutto mio! 「危険がいっぱい！コジロウの宝箱！！」 - The Treasure is All Mine! | 26 novembre 2009  | 22 giugno 2010 |
| 620                                                    | Padrone degli eventi 「エアバトルマスター登場！グライオンVSハッサム！！」 - Mastering Current Events! | 3 dicembre 2009   | 23 giugno 2010 |
| 620                                                    | Ash lascia il suo Gliscor ad allenarsi da un maestro specializzato in combattimenti aerei. Il Pokémon apprende la mossa Gigaimpatto. |                   |                |
| 621                                                    | Allenamento per la Lotta in Doppio! 「ダブルバタル!マンムーとヒノアラシ!!」 - Double-Time Battle Training! | 10 dicembre 2009  | 28 giugno 2010 |
| 621                                                    | Prima apparizione di Leafeon. Zoey ottiene il suo quinto fiocco. |                   |                |
| 622                                                    | Eccellenza meteoritica! 「フカマルとりゅうせいぐん！」 - A Meteoric Rise to Excellence! | 17 dicembre 2009  | 28 giugno 2010 |
| 623                                                    | Acchiappa il Gible! 「フカマル！ゲットだぜ！！」 - Gotta Get a Gible! | 24 dicembre 2009  | 29 giugno 2010 |
| 623                                                    | Ash cattura Gible. |                   |                |

## Pokémon Diamante e Perla: I Vincitori della Lega di Sinnoh
Gli episodi sono stati trasmessi negli Stati Uniti d'America a partire dal 5 giugno 2010, mentre in Italia sono stati trasmessi dall'emittente televisiva K2 dal 9 gennaio al 16 febbraio 2011 con i primi 19 episodi e dal 24 marzo al 30 aprile 2011 con i rimanenti 15. Questa è l'ultima serie ambientata nella regione di Sinnoh.
| Nº                                                          | Titolo italiano Giapponese 「Kanji」 - Rōmaji | In onda          | In onda          |
| Nº                                                          | Titolo italiano Giapponese 「Kanji」 - Rōmaji | Giapponese       | Italiano         |
| Pokémon Diamond & Pearl: Sinnoh League Victors (34 episodi) | |                  |                  |
| 624                                                         | Si lotta in casa! 「爆走！ジバコイルVSメタグロス！！」 - Regaining the Home Advantage! | 7 gennaio 2010   | 9 gennaio 2011   |
| 624                                                         | Prima apparizione di Magnezone. |                  |                  |
| 625                                                         | Dritto al pugno! 「唸れれいとうパンチ！ブイゼルVSバリヤード！！」 - Short and To the Punch! | 14 gennaio 2010  | 9 gennaio 2011   |
| 625                                                         | Il Buizel di Ash apprende Gelopugno. |                  |                  |
| 626                                                         | Rivalità da maratona! 「燃えろカビゴン！ポケスロンの王者！！」 - A Marathon Rivalry! | 21 gennaio 2010  | 9 gennaio 2011   |
| 626                                                         | Ash partecipa ad una gara di Pokéathlon. |                  |                  |
| 627                                                         | Lulù sta per Lucinda! 「開幕！ポケモンコンテスト・アサツキ大会！！」 - Yes, in Dee Dee It's Dawn! | 28 gennaio 2010  | 9 gennaio 2011   |
| 627                                                         | Lucinda partecipa alla gara di Auroropoli. |                  |                  |
| 628                                                         | L'esibizione si ripete! 「ダブルバトル！ＶＳプラスル・マイナン！！」 - Playing the Performance Encore! | 4 febbraio 2010  | 16 gennaio 2011  |
| 628                                                         | Lucinda ottiene il suo quinto fiocco. |                  |                  |
| 629                                                         | Quando la rabbia si infiamma! 「爆進化！ゴウカザル！！」 - Fighting Ire with Fire! | 11 febbraio 2010 | 16 gennaio 2011  |
| 629                                                         | Il Monferno di Ash si evolve in Infernape. |                  |                  |
| 630                                                         | Piplup dove vai? 「ポッチャマはぐれる！」 - Piplup, Up and Away! | 18 febbraio 2010 | 16 gennaio 2011  |
| 630                                                         | Il Piplup di Lucinda apprende Idropompa. |                  |                  |
| 631                                                         | Vulcano dei Superquattro! 「四天王オーバとジムリーダー・デンジ！」 - Flint Sparks the Fire! | 25 febbraio 2010 | 23 gennaio 2011  |
| 631                                                         | Prima apparizione di Corrado e di Vulcano. |                  |                  |
| 632                                                         | La torre rubata! 「発進！ナギサタワー！！」 - The Fleeing Tower of Sunyshore! | 4 marzo 2010     | 23 gennaio 2011  |
| 632                                                         | Il Grotle di Ash si evolve in Torterra. |                  |                  |
| 633                                                         | La Scuola Pokémon marina! 「海辺のポケモンスクール！」 - Teaching the Student Teacher! | 11 marzo 2010    | 23 gennaio 2011  |
| 633                                                         | Jessie vince il suo quarto fiocco nella città di Amicopoli. |                  |                  |
| 634                                                         | Mantenere la forma migliore! 「飛べシェイミ！空の彼方へ！！」 - Keeping in Top Forme! | 18 marzo 2010    | 30 gennaio 2011  |
| 634                                                         | Prima apparizione di Shaymin. |                  |                  |
| 635                                                         | Pokémon Ranger: il salvataggio di Heatran! 「ポケモンレンジャー！ヒードラン救出作戦！！」 - Pokémon Ranger! Heatran Rescue Mission!! | 18 marzo 2010    | 30 gennaio 2011  |
| 635                                                         | Prima apparizione di Heatran. |                  |                  |
| 636                                                         | Un grosso segreto! 「四天王キクノ！カバルドンＶＳドダイトス！！」 - An Elite Coverup! | 1º aprile 2010   | 30 gennaio 2011  |
| 636                                                         | Prima apparizione di Terrie. |                  |                  |
| 637                                                         | L'alba di un giorno regale! 「トゲキッス舞う！王女さまのポケモンコンテスト！！」 - Dawn of a Royal Day! | 1º aprile 2010   | 6 febbraio 2011  |
| 637                                                         | Lucinda ottiene un Togekiss. Jessie riceve in omaggio il suo quinto fiocco dalla Principessa Salvia vinto, travestita da Lucinda, nella città di Marantavilla. |                  |                  |
| 638                                                         | Con grazia assoluta! 「トゲキッス！華麗なるバトル！！」 - With the Easiest of Grace! | 15 aprile 2010   | 6 febbraio 2011  |
| 639                                                         | I due Ditto! 「メタモン・へんしんバトル！本物はドッチ～ニョ！？」 - Dealing With a Fierce Double Ditto Drama! | 22 aprile 2010   | 6 febbraio 2011  |
| 640                                                         | Ultima chiamata, primo round! 「グランドフェスティバル開幕！炎と氷のアート！！」 - Last Call, First Round! | 29 aprile 2010   | 13 febbraio 2011 |
| 640                                                         | Lucinda partecipa al Gran Festival di Sinnoh. Kenny non supera la gara di Performance. |                  |                  |
| 641                                                         | Interazione tra opposti! 「マンムー、バチリス！決めろ氷のシャンデリア！！」 - Opposites Interact! | 6 maggio 2010    | 13 febbraio 2011 |
| 641                                                         | Lucinda accede ai Top 16 sconfiggendo Ursula. |                  |                  |
| 642                                                         | Il cerchio del festival si chiude! 「セミファイナル！決勝へ進むのは！？」 - Coming Full Festival Circle! | 13 maggio 2010   | 13 febbraio 2011 |
| 642                                                         | Zoey e Lucinda arrivano in finale sconfiggendo rispettivamente Nando e Jessilina. |                  |                  |
| 643                                                         | Lotta finale per la vittoria! 「決戦！ヒカリＶＳノゾミ！！」 - A Grand Fight for Winning! | 20 maggio 2010   | 24 marzo 2011    |
| 643                                                         | Zoey sconfigge Lucinda e vince il Gran Festival di Sinnoh. |                  |                  |
| 644                                                         | Per amore di Meowth! 「さよならロケット団！ニャースの恋！？」 - For The Love Of Meowth | 27 maggio 2010   | 25 marzo 2011    |
| 645                                                         | L'ottava meraviglia del mondo di Sinnoh! 「電撃バトル！最後のバッジ！！」 - The Eighth Wonder of the Sinnoh World! | 3 giugno 2010    | 26 marzo 2011    |
| 645                                                         | Ash sconfigge il capopalestra Corrado. |                  |                  |
| 646                                                         | Quattro strade si separano a un porto Pokémon! 「サトシvsケンゴ！それぞれの船出！！」 - Four Roads Diverged in a Pokémon Port! | 10 giugno 2010   | 29 marzo 2011    |
| 647                                                         | La caccia al tesoro! 「トレジャーハンター・バクとヤジロン！」 - Bucking the Treasure Trend! | 17 giugno 2010   | 30 marzo 2011    |
| 647                                                         | Prima apparizione di Chicco. |                  |                  |
| 648                                                         | Una vecchia miscela di famiglia! 「熱戦前夜！サトシのポケモン大集合！！」 - An Old Family Blend! | 24 giugno 2010   | 5 aprile 2011    |
| 648                                                         | Il Cyndaquil di Ash si evolve in Quilava. Ash accede alla Lega Pokémon di Sinnoh. |                  |                  |
| 649                                                         | La Lega ha inizio! 「開幕！シンオウリーグ・スズラン大会！！」 - League Unleashed! | 1º luglio 2010   | 6 aprile 2011    |
| 649                                                         | Ash sconfigge il Roserade e l'Armaldo di Nando, utilizzando Staraptor e Quilava. Quando i due Pokémon vanno knock-out, il ragazzo schiera Heracross, che sconfigge il Kricketune del suo rivale. Prima apparizione di Tobias.                                                                            |                  |                  |
| 650                                                         | Paul contro Barry! 「シンオウリーグ三回戦！シンジ対ジュン！！」 - Casting a Paul on Barry! | 15 luglio 2010   | 12 aprile 2011   |
| 650                                                         | Paul accede ai quarti di finale sconfiggendo Barry. Il ragazzo utilizza i Pokémon Magmortar, Ursaring ed Electivire, mentre il suo avversario fa ricorso a Skarmory, Hitmonlee ed Empoleon. |                  |                  |
| 651                                                         | Alla ricerca della mossa giusta! 「恐怖のトリックルーム！ サトシ対コウヘイ！！」 - Working on a Right Move! | 22 luglio 2010   | 13 aprile 2011   |
| 651                                                         | L'Infernape di Ash impara Fuococarica, il ragazzo accede ai quarti di finale sconfiggendo Conway. Ash utilizza Noctowl, Donphan e Gible, che finalmente impara a padroneggiare Dragobolide, mentre il suo avversario schiera Shuckle, Lickilicky e Dusknoir. Il Gliscor di Ash torna dal suo allenatore. |                  |                  |
| 652                                                         | Scontro tra vecchie conoscenze! 「ライバル決戦！サトシ対シンジ！！」 - Familiarity Breeds Strategy! | 5 agosto 2010    | 19 aprile 2011   |
| 652                                                         | Ash sconfigge l'Aggron ed il Gastrodon di Paul. |                  |                  |
| 653                                                         | Un rivale davvero impegnativo! 「激闘フルバトル！サトシ対シンジ！！」 - A Real Rival Rouser! | 12 agosto 2010   | 20 aprile 2011   |
| 653                                                         | Paul sconfigge Buizel, Staraptor e Torterra mentre Ash manda knock-out il Froslass ed il Ninjask del ragazzo. |                  |                  |
| 654                                                         | Una lotta dai risvolti inaspettati! 「決着ライバルバトル！サトシ対シンジ！！」 - Battling a Thaw in Relations! | 19 agosto 2010   | 26 aprile 2011   |
| 654                                                         | Il Gliscor di Ash sconfigge il Drapion di Paul, ma viene mandato knock-out dall'Electivire rivale. Quest'ultimo sconfigge anche il Pikachu di Ash. Il ragazzo accede alle semifinali grazie al suo Infernape che sconfigge Electivire.                                                                   |                  |                  |
| 655                                                         | La semifinale! 「シンオウリーグ準決勝！ダークライ！！」 - The Semi-Final Frontier! | 26 agosto 2010   | 27 aprile 2011   |
| 655                                                         | Tobias sconfigge l'Heracross, il Torkoal ed il Gible di Ash con il suo Darkrai, che viene messo knock-out da Sceptile. Quest'ultimo, Swellow e Pikachu vengono sconfitti da Latios, comunque esausto al termine dell'incontro. Tobias accede alla finale e vince la Lega di Sinnoh.                      |                  |                  |
| 656                                                         | Nuovi orizzonti per Brock! 「ポケモンドクター・タケシ！」 - The Brockster Is In! | 2 settembre 2010 | 28 aprile 2011   |
| 656                                                         | L'Happiny di Brock si evolve in Chansey ed apprende Covauova. |                  |                  |
| 657                                                         | Dolci ricordi! 「思い出はパール！友情はダイヤモンド」 - Memories are Made of Bliss! | 9 settembre 2010 | 30 aprile 2011   |
| 657                                                         | Lucinda si separa dal gruppo. Ash e Brock ritornano a Kanto e si separano. |                  |                  |